# رأس كنايس
رأس كنايس أو راس كنائس أو رأس الكنائس أو رأس الحكمة، هي منطقة ساحلية تقع شرق مرسي مطروح في شمال غرب مصر علي ساحل البحر الأبيض المتوسط.
المنطقة تعتبر شاطئا سياحيا بالأساس كما تكثر بها أعمال التنقيب عن النفط.